# Türkeli
Türkeli là một huyện thuộc tỉnh Sinop, Thổ Nhĩ Kỳ. Huyện có diện tích 236 km² và dân số thời điểm năm 2007 là 14263 người, mật độ 60 người/km².